# Melanolophia argilaria
Melanolophia argilaria là một loài bướm đêm trong họ Geometridae.